# Nemesia carminans
Nemesia carminans là một loài nhện trong họ Nemesiidae.
Nemesia carminans được miêu tả năm 1818 bởi Latreille.